# Сельское поселение «Село Износки»
Сельское поселение «Село Износки» — муниципальное образование в составе Износковского района Калужской области России.
Административный центр — село Износки.

## История
Статус и границы сельского поселения установлены Законом Калужской области от 28 декабря 2004 года № 7-ОЗ «Об установлении границ муниципальных образований, расположенных на территории административно-территориальных единиц „Бабынинский район“, „Боровский район“, „Дзержинский район“, „Жиздринский район“, „Жуковский район“, „Износковский район“, „Козельский район“, „Малоярославецкий район“, „Мосальский район“, „Ферзиковский район“, „Хвастовичский район“, „Город Калуга“, „Город Обнинск“, и наделении их статусом городского поселения, сельского поселения, городского округа, муниципального района».

## Население
| 2010  | 2012  | 2013  | 2014  | 2015  | 2016  | 2017  |
| ----- | ----- | ----- | ----- | ----- | ----- | ----- |
| 2115  | ↘2041 | ↘2016 | ↘1966 | ↘1946 | ↘1928 | ↗1951 |
| 2018  | 2019  | 2020  | 2021  |       |       |       |
| ↗1953 | ↘1943 | ↗1995 | ↘1828 |       |       |       |

## Состав сельского поселения
В состав сельского поселения входят 16 населённых пунктов:
| №  | Населённый пункт | Тип населённого пункта       | Население |
| -- | ---------------- | ---------------------------- | --------- |
| 1  | Алешня           | деревня                      | ↘98       |
| 2  | Волынцы          | деревня                      | ↘2        |
| 3  | Горбатово        | деревня                      | ↘2        |
| 4  | Даниловка        | деревня                      | ↘0        |
| 5  | Дороховая        | деревня                      | ↘52       |
| 6  | Ефаново          | деревня                      | ↘16       |
| 7  | Зубово           | деревня                      | ↘15       |
| 8  | Износки          | село, административный центр | ↘1877     |
| 9  | Мусино           | деревня                      | ↗10       |
| 10 | Носово           | деревня                      | ↘5        |
| 11 | Сигово           | деревня                      | ↘4        |
| 12 | Тетево           | деревня                      | ↘4        |
| 13 | Торфяная         | деревня                      | ↘4        |
| 14 | Уколово          | деревня                      | ↗17       |
| 15 | Черемошня        | деревня                      | ↘5        |
| 16 | Шатрищи          | деревня                      | ↘4        |